# Annik Wecker

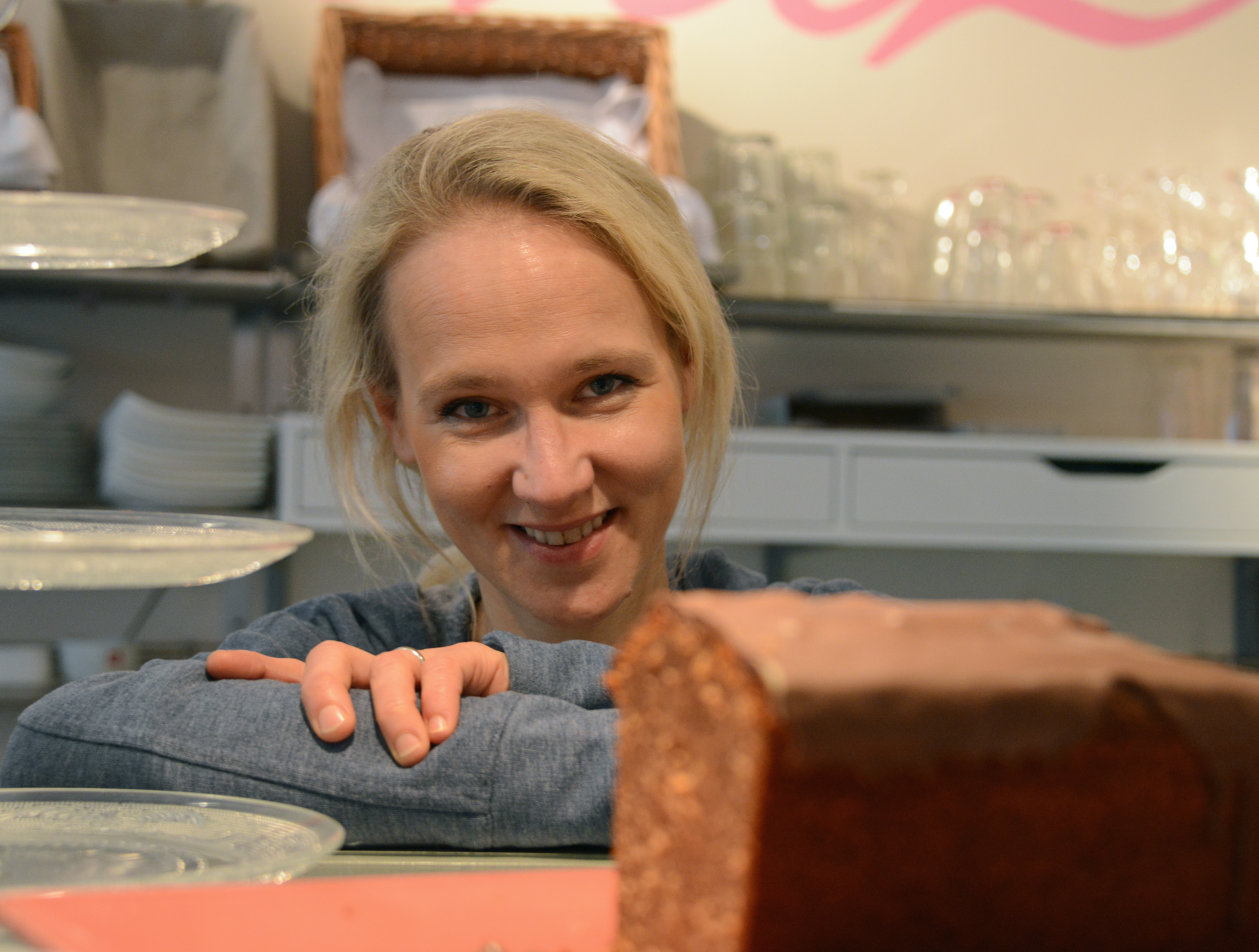
Annik Wecker 2013

Annik Wecker (* 3. Oktober 1974 in Köln als Annik Berlin) ist eine deutsche Koch- und Backbuchautorin.

## Leben
Wecker wuchs im niedersächsischen Bassum auf. Sie studierte Kommunikationswissenschaften in Amsterdam.
Seit 2008 schreibt Wecker Back- und Kochbücher für den Dorling Kindersley Verlag. Von 2013 bis 2015 führte sie Anniks Café in München-Schwabing.

## Privatleben
1996 heiratete sie Konstantin Wecker, mit dem sie die beiden Söhne Valentin und Tamino hat. Im Juni 2013 gaben Konstantin und Annik Wecker ihre Trennung bekannt, fanden aber bald wieder zusammen.

## Bücher
- Anniks göttliche Kuchen. Dorling Kindersley, München 2008, ISBN 978-3-8310-1278-7.
- Auf die Töpfe, fertig, los! Das freche Familienkochbuch mit Annik Wecker. Dorling Kindersley, München 2009, ISBN 978-3-8310-1632-7.
- Geschenke aus meiner Küche. Dorling Kindersley, München 2010, ISBN 978-3-8310-1726-3.
- Raffinierte Tartes. Süß und pikant. Gemeinsam mit Alfons Schuhbeck. Dorling Kindersley, München 2010, ISBN 978-3-8310-1633-4.
- Anniks göttliche Desserts. Dorling Kindersley, München 2011, ISBN 978-3-8310-1965-6.
- Meine besten Eisrezepte. Dorling Kindersley, München 2012, ISBN 978-3-8310-2117-8.
- Kleine süße Sachen - Cookies, Mini-Kuchen, Plätzchen. Dorling Kindersley, München 2012, ISBN 978-3-8310-2191-8.
- Anniks Lieblingskuchen. Dorling Kindersley, München 2013, ISBN 978-3-8310-2441-4.
- Geburtstagskuchen: Anniks großartige Torten und kleine Überraschungen. Dorling Kindersley, München 2015, ISBN 978-3-8310-2743-9.
- Anniks göttlichste Kuchen: klassisch - außergewöhnlich -lecker. Dorling Kindersley, München 2019, ISBN 978-3-8310-3863-3.

## Auszeichnungen
- 2009: Silbermedaille Gastronomische Akademie Deutschlands, Frankfurt am Main
- 2010: Auszeichnung Gourmand World Cookbook Award, Paris
- 2014: Pâtisserie Diploma Le Cordon Bleu, Bangkok